# London Borough of Sutton
Der London Borough of Sutton [ˈsʌtn̩] ist ein Stadtbezirk von London. Er liegt im Süden der Stadt. Bei der Gründung der Verwaltungsregion Greater London im Jahr 1965 entstand er aus dem Municipal Borough of Sutton and Cheam, dem Municipal Borough of Beddington and Wallington und dem Carshalton Urban District in der Grafschaft Surrey.

## Stadtteile
- Beddington
- Beddington Corner
- Belmont[2]
- Benhilton
- Carshalton
- Carshalton Beeches
- Carshalton on the Hill
- Cheam
- Hackbridge
- North Cheam
- Rosehill
- St. Helier
- Sutton
- The Wrythe
- Wallington
- Worcester Park

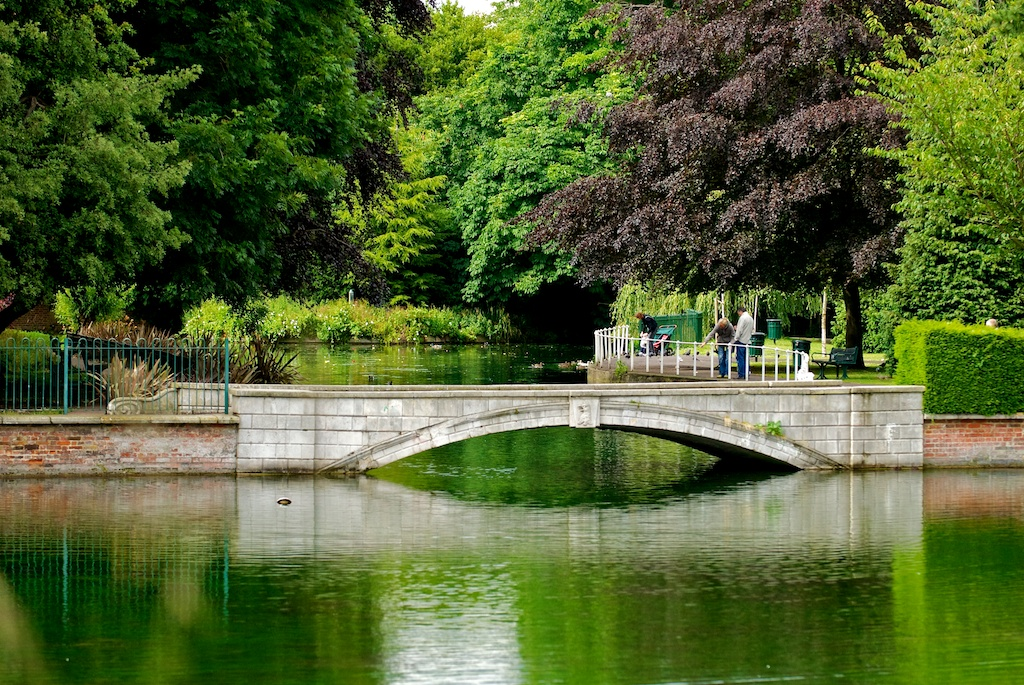
Leonie Bridge im Grove Park
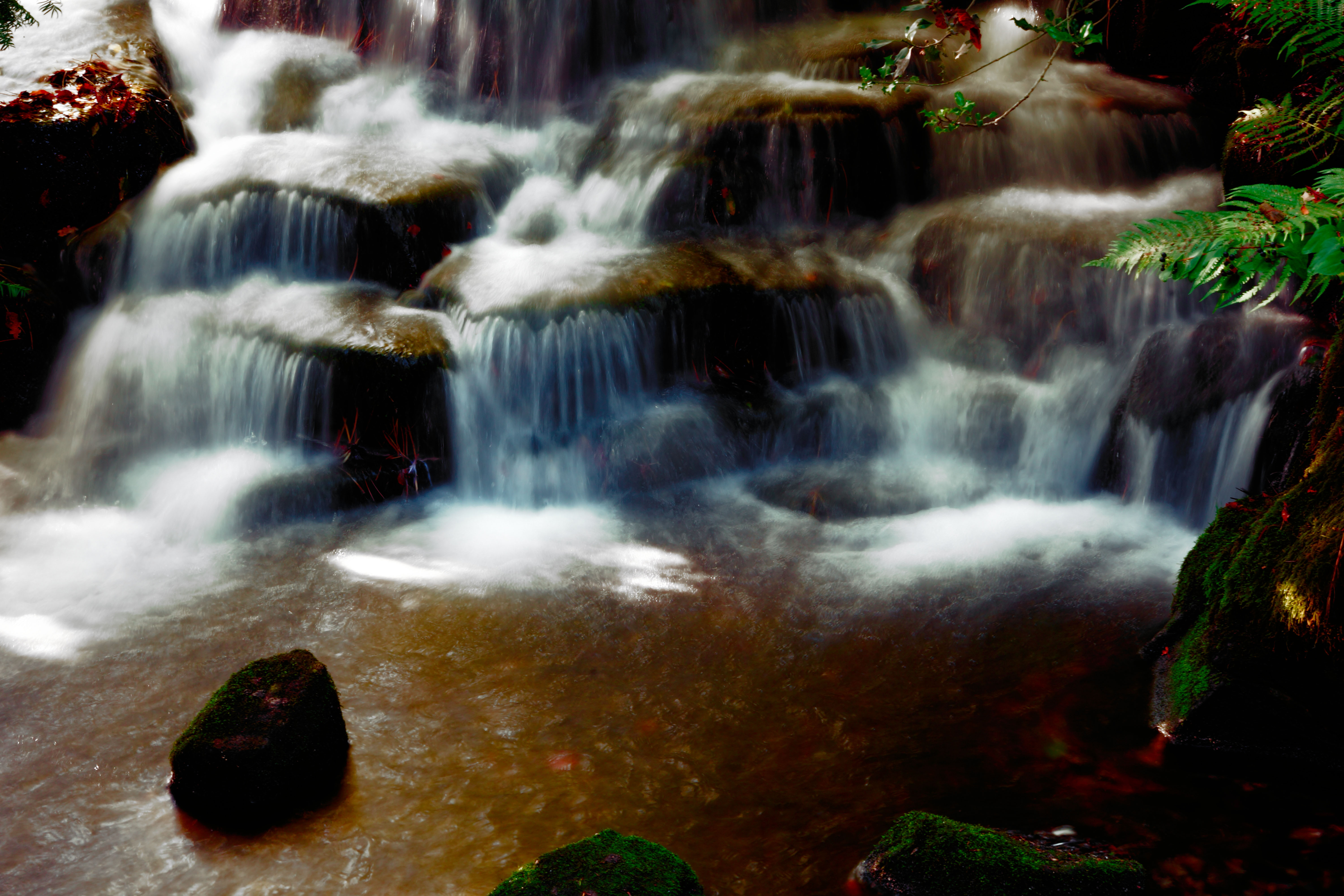
Grove Park
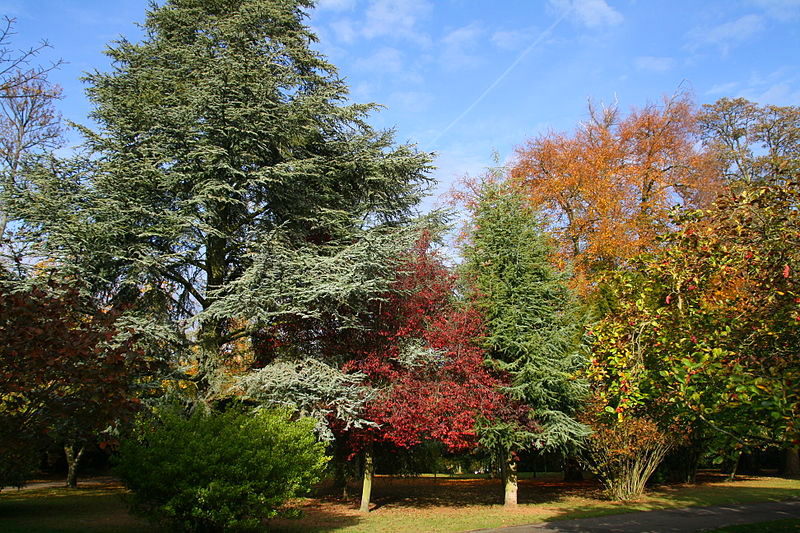
Oaks Park
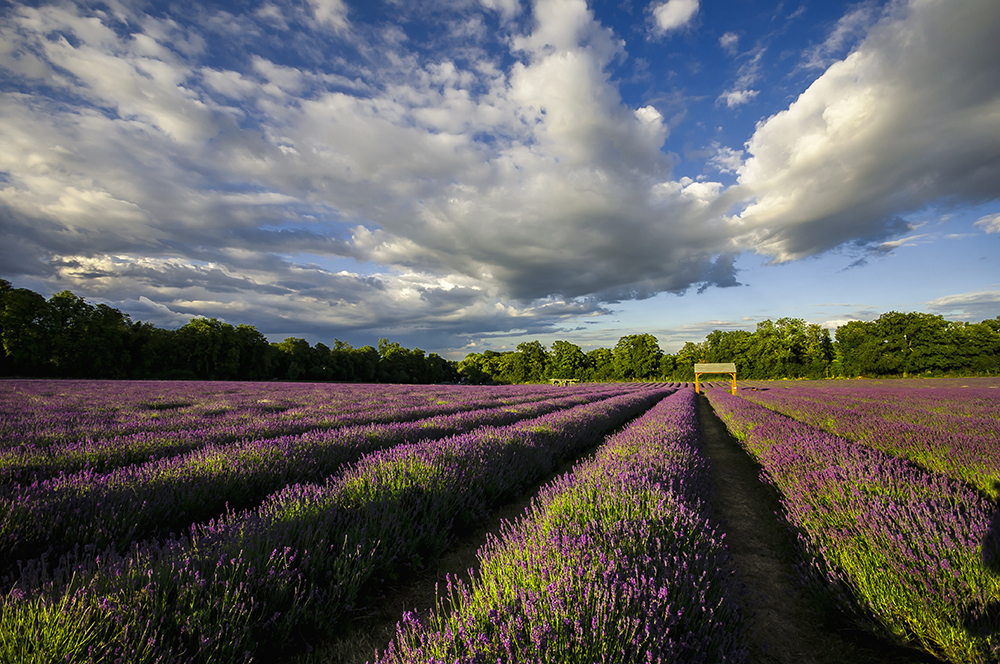
Mayfield Lavendel Felder
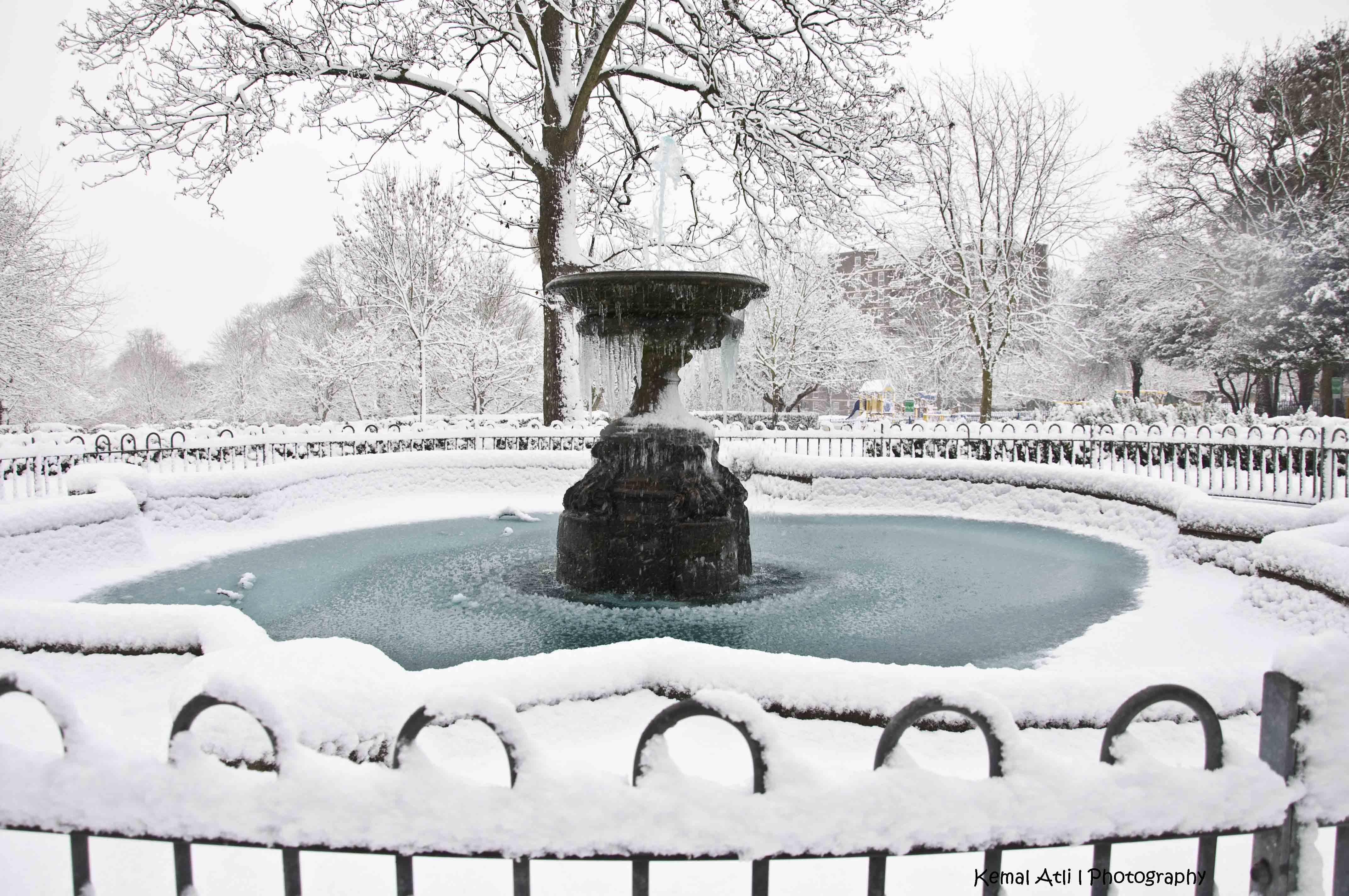
Manor Park
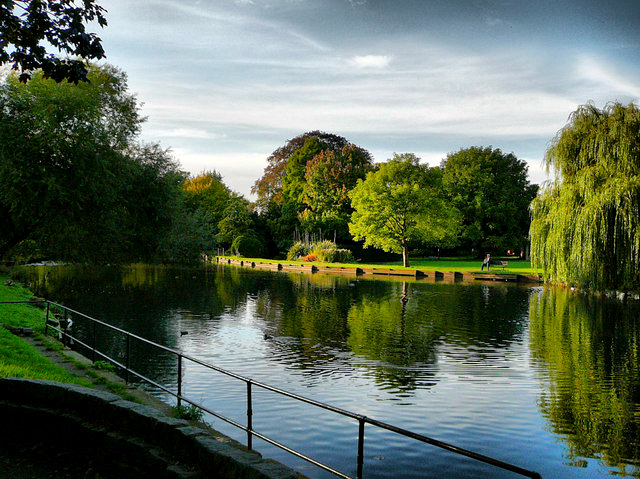
Beddington Park
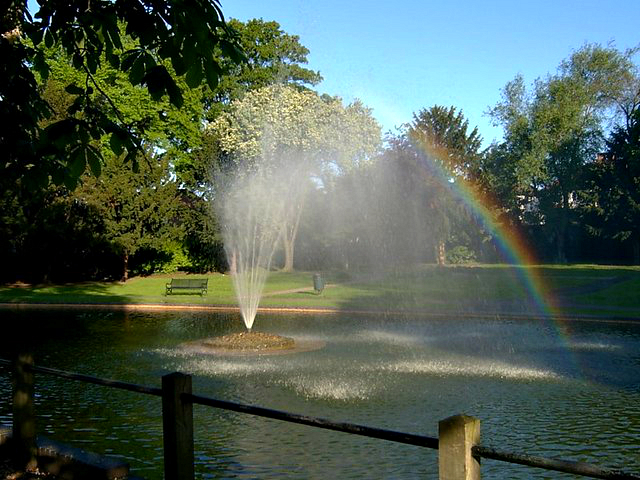
Butter Hill

## Persönlichkeiten
- Martin Adams (* 1956), Dartspieler
- Harry Aikines-Aryeetey (* 1988), Leichtathlet
- Keith Ballisat (1928–1996), Autorennfahrer
- Jeff Beck (1944–2023), Gitarrist
- Aggie Beever-Jones (* 2003), Fußballspielerin
- Johnny Borrell (* 1980), Sänger
- Quentin Crisp (1908–1999), Dandy, Exzentriker und Schwulenikone
- Jack Draper (* 2001), Tennisspieler
- Paul Greengrass (* 1955), Regisseur und Autor
- David Hunt (1960–2015), Rennfahrer
- Ronald Jenkins (1907–1975), Ingenieur
- Phyllis King (1905–2006), Tennisspielerin
- Peter Ladefoged (1925–2006), Phonetiker
- Peter Manley (* 1962), Dartspieler
- Robbie McIntosh (* 1957), Rockgitarrist
- Rebecca Romero (* 1980), Radsportlerin
- Erick Rowsell (* 1990), Radsportler
- Joanna Rowsell (* 1988), Radsportlerin
- Andrew Stunell (1942–2024), Politiker
- David Wood (* 1944), Schauspieler, Autor und Theaterregisseur
- Ruth Wynne-Davies (1926–2012), Orthopädin

## Städtepartnerschaften
Minden und der  Berliner Bezirk Charlottenburg-Wilmersdorf sind Partnerstädte.